# Magnum (zmrzlina)
Značka Magnum od britsko-nizozemské společnosti Unilever byla na světový trh uvedena v roce 1989. Nanuky Magnum byly původně prodávány ve třech variantách: vanilková zmrzlina na dřívku v čokoládové krustě, vanilková zmrzlina na dřívku v bílé čokoládě a vanilková zmrzlina na dřívku v čokoládové krustě s mandlemi.
Od roku 1989 se nabídka zmrzlin Magnum rozšířila o další kombinace příchutí zmrzliny, druhy čokolády a přísady. Magnum se postupem času stalo jednou z vedoucích světových značek zmrzlin. Na celém světě se ho každoročně prodá zhruba miliarda kusů.[zdroj?]

## Magnum v ČR
V České republice se nanuky Magnum začaly prodávat okolo roku 1993 spolu s dalšími zmrzlinami značky Algida, která rovněž patří pod společnost Unilever. Původně se v ČR prodávaly tři druhy: Magnum Classic, Magnum White a Magnum Almond. Receptura nanuků Magnum je stejná v celé Evropě, tedy s použitím rostlinných tuků.

## Nové druhy nanuků
Nové druhy nanuků Magnum kombinují různé příchuti zmrzliny, oříšků, čokoládových polev a dalších přísad. V roce 1996 byla na trh uvedeno „Magnum Double Chocolate“, „Double Caramel“ se začal prodávat o čtyři roky později a v roce 2002 byl zahájen prodej nanuků „Magnum Yoghurt Fresh“ a „Magnum Intense“. V roce 2010 je celosvětově uvedeno na trh „Magnum Gold?!“, které obsahuje zmrzlinu s madagaskarskou vanilkou a krémovým karamelovým vírem. V roce 2011 byla na český, slovenský a maďarský trh uvedena zmrzlina „Magnum Mléčná čokoláda & lískový oříšek“. Mléčná čokoláda nanuku obsahuje 36 % kakaa, které pochází z kakaových bobů, jež se pěstují na farmách Rainforest Alliance Certified v Ghaně.

### Další druhy
Nabídka nanuků Magnum obsahuje i další druhy (např. Magnum Mint, Magnum Mayan mystica, Magnum Ecuador dark). Jejich nabídka se v různých zemích liší.